# Zsolt Korcsmár
Zsolt Korcsmár (ur. 9 stycznia 1989 w Komló) – węgierski piłkarz występujący na pozycji obrońcy lub pomocnika.